# Georges-Paul Wagner
Georges-Paul Wagner (ur. 26 lutego 1921 r., zm. 11 czerwca 2006 r.) – francuski prawnik, publicysta, pisarz i skrajnie prawicowy działacz polityczny, monarchista i tradycjonalista katolicki

## Życiorys
Odwoływał się do tradycji monarchistycznej Action française. W 1971 r. wraz z Bertrandem Renouvinem współtworzył Nouvelle Action française. Jednakże już w 1974 r. wystąpił z niej z powodu jej coraz bardziej lewicowej polityki. W 1986 r. został wybrany z okręgu Yvelines do parlamentu. Występował pod sztandarem Rassemblement national, które grupowało członków Frontu Narodowego (FN) i osoby popierane przez Jeana-Marie Le Pena. W październiku tego roku wraz z Rolandem Hélie i Philippe’em Colombani założył Institut d'Histoire et de Politique. Należał do redakcji pisma prawicowego "Présent" powiązanego z FN. Jako adwokat bronił Jeana-Marie Le Pena w licznych procesach przeciwko przywódcy FN, a także członków terrorystycznej OAS w procesie po próbie zabójstwa gen. Charles’a de Gaulle’a w Le Petit-Clamart w 1962 r. W czerwcu 2001 r. stanął na czele prasowego stowarzyszenia monarchistycznego Association professionnelle de la presse monarchiste française. Był autorem książek krytykujących parlamentaryzm.

## Twórczość Georges’a-Paula Wagnera
- "La Comédie parlementaire (avril 1986-juillet 1987) ", Paryż 1987
- "La condamnation", współautor Dominique Remy, Bordeaux 1992
- "Promenades à travers un septennat (1989–1995)", Paryż [1995]
- "D'un palais l'autre. Mémoires", Bouère 2000
- "L'entre-trois-guerres. Souvenirs sans repentance", Bouère 2001
- "Maurras en justice, Étampes, Éd.", Clovis 2002
- "Les ailes de l'espérance: chroniques du lundi", Paryż 2004